# Premyer Liqası 2009/10
Die Premyer Liqası 2009/10, nach einem Sponsorenabkommen offiziell Unibank Premyer Liqası genannt, war die 18. Spielzeit der höchsten aserbaidschanischen Spielklasse im Fußball der Männer seit deren Gründung im Jahr 1992.
Die erste Saisonrunde begann am 14. August 2009 und endete am mit der Austragung des 22. Spieltags. Sowohl die Spiele um die Meisterschaft als auch die Abstiegsspiele wurden mit dem 23. Spieltag eingeleitet. Die letzten Spiele wurden im Mai 2010 ausgetragen.

## Vereine
| Verein              | Stadt    |
| ------------------- | -------- |
| FK Olimpik-Şuvəlan  | Baku     |
| FK Baku             | Baku     |
| İnter Baku          | Baku     |
| Neftçi Baku PFK     | Baku     |
| Standard Sumqayıt   | Baku     |
| FK Qarabağ Ağdam    | Ağdam    |
| FK Xəzər Lənkəran   | Lənkəran |
| FK Muğan Salyan     | Salyan   |
| PFK Simurq Zaqatala | Zaqatala |
| FK Qəbələ           | Qäbälä   |
| PFK Turan Tovuz     | Tovuz    |
| FK Karvan Yevlax    | Yevlax   |

## Erste Runde
In der ersten Saisonrunde spielten die zwölf Vereine um die Teilnahme an den Spielen der Meisterschaftsendrunde. Hierfür war eine Platzierung in der ersten Tabellenhälfte erforderlich. Die Vereine, die sich nach dem 22. Spieltag in der zweiten Hälfte der Tabelle befanden, mussten in der zweiten Saisonhälfte in der Abstiegsrunde gegeneinander antreten.

### Abschlusstabelle
| Pl. | Verein               | Sp. | S  | U | N  | Tore    | Diff. | Punkte |
| --- | -------------------- | --- | -- | - | -- | ------- | ----- | ------ |
| 1.  | İnter Baku           | 22  | 15 | 4 | 3  | 036:180 | +18   | 49     |
| 2.  | FK Xəzər Lənkəran    | 22  | 12 | 8 | 2  | 029:110 | +18   | 44     |
| 3.  | FK Qarabağ Ağdam (P) | 22  | 11 | 9 | 2  | 021:120 | +9    | 42     |
| 4.  | FK Baku (M)          | 22  | 10 | 7 | 5  | 022:170 | +5    | 37     |
| 5.  | FK Qəbələ            | 22  | 10 | 6 | 6  | 024:210 | +3    | 36     |
| 6.  | Neftçi Baku PFK      | 22  | 9  | 8 | 5  | 020:140 | +6    | 35     |
| 7.  | PFK Simurq Zaqatala  | 22  | 9  | 7 | 6  | 026:210 | +5    | 34     |
| 8.  | FK Olimpik-Şuvəlan   | 22  | 6  | 7 | 9  | 020:230 | −3    | 25     |
| 9.  | PFK Turan Tovuz      | 22  | 4  | 5 | 13 | 023:320 | −9    | 17     |
| 10. | FK Muğan Salyan      | 22  | 3  | 7 | 12 | 012:270 | −15   | 16     |
| 11. | Standard Sumqayıt    | 22  | 2  | 5 | 15 | 016:340 | −18   | 11     |
| 12. | FK Karvan Yevlax     | 22  | 2  | 5 | 15 | 017:360 | −19   | 11     |

Platzierungskriterien: 1. Punkte – 2. Direkter Vergleich (Punkte, Tordifferenz, geschossene Tore) – 3. Tordifferenz – 4. geschossene Tore

| (M) | amtierender aserbaidschanischer Meister     |
| (P) | amtierender aserbaidschanischer Pokalsieger |

### Kreuztabelle
| 2009/10             | FK Baku | İnter Baku | FK Karvan Yevlax | FK Xəzər Lənkəran | FK Muğan Salyan | Neftçi Baku PFK |     | FK Qarabağ Ağdam | FK Qäbälä | PFK Simurq Zaqatala | Standard Sumqayıt | PFK Turan Tovuz |
| ------------------- | ------- | ---------- | ---------------- | ----------------- | --------------- | --------------- | --- | ---------------- | --------- | ------------------- | ----------------- | --------------- |
| FK Baku             |         | 2:0        | 1:0              | 0:3               | 0:0             | 0:2             | 0:0 | 0:1              | 2:0       | 1:2                 | 0:0               | 2:1             |
| İnter Baku          | 1:0     |            | 1:0              | 1:1               | 1:0             | 1:0             | 2:2 | 2:1              | 3:2       | 2:1                 | 4:2               | 3:1             |
| FK Karvan Yevlax    | 1:1     | 0:2        |                  | 0:2               | 1:1             | 0:1             | 1:3 | 1:1              | 4:1       | 3:2                 | 2:2               | 0:0             |
| FK Xəzər Lənkəran   | 1:1     | 1:0        | 3:0              |                   | 2:0             | 0:0             | 2:1 | 0:0              | 1:0       | 3:0                 | 0:0               | 1:1             |
| FK Muğan Salyan     | 0:1     | 1:6        | 1:0              | 1:2               |                 | 2:2             | 0:1 | 0:1              | 0:0       | 0:0                 | 1:0               | 2:3             |
| Neftçi Baku PFK     | 1:1     | 2:1        | 1:0              | 0:0               | 0:2             |                 | 0:0 | 0:0              | 1:1       | 0:1                 | 2:0               | 2:0             |
| FK Olimpik-Şuvəlan  | 0:1     | 0:1        | 4:0              | 1:0               | 0:0             | 0:1             |     | 1:1              | 0:2       | 0:3                 | 2:0               | 3:3             |
| FK Qarabağ Ağdam    | 0:0     | 1:1        | 3:2              | 1:0               | 2:1             | 1:0             | 1:0 |                  | 0:0       | 0:0                 | 1:0               | 2:1             |
| FK Qəbələ           | 0:2     | 0:1        | 1:0              | 1:1               | 3:0             | 1:0             | 2:1 | 1:1              |           | 2:1                 | 2:1               | 1:0             |
| PFK Simurq Zaqatala | 1:2     | 1:1        | 2:0              | 1:2               | 0:0             | 0:0             | 2:0 | 1:0              | 1:1       |                     | 1:1               | 2:1             |
| Standard Sumqayıt   | 3:4     | 0:1        | 1:0              | 1:2               | 1:0             | 1:2             | 0:1 | 0:1              | 1:2       | 1:2                 |                   | 1:1             |
| PFK Turan Tovuz     | 0:1     | 0:1        | 2:1              | 1:2               | 1:0             | 2:3             | 0:0 | 1:2              | 0:1       | 1:2                 | 3:0               |                 |

## Zweite Runde

### Meisterrunde
Die Mannschaften auf den Plätzen eins bis sechs aus der ersten Runde spielen in einer Doppelrunde um die Meisterschaft und die Europapokalplätze. Dabei wurden aus der ersten Runde die Ergebnisse der direkten Duelle der sechs Mannschaften übernommen.

#### Abschlusstabelle
| Pl. | Verein               | Sp. | S | U  | N | Tore    | Diff. | Punkte |
| --- | -------------------- | --- | - | -- | - | ------- | ----- | ------ |
| 1.  | İnter Baku           | 20  | 7 | 8  | 5 | 022:190 | +3    | 29     |
| 2.  | FK Baku (M)          | 20  | 7 | 7  | 6 | 019:150 | +4    | 28     |
| 3.  | FK Qarabağ Ağdam (P) | 20  | 6 | 9  | 5 | 016:180 | −2    | 27     |
| 4.  | FK Xəzər Lənkəran    | 20  | 6 | 9  | 5 | 019:140 | +5    | 27     |
| 5.  | Neftçi Baku PFK      | 20  | 4 | 11 | 5 | 011:120 | −1    | 23     |
| 6.  | FK Qəbələ            | 20  | 4 | 8  | 8 | 018:270 | −9    | 20     |

Platzierungskriterien: 1. Punkte – 2. Direkter Vergleich (Punkte, Tordifferenz, geschossene Tore) – 3. Tordifferenz – 4. geschossene Tore

| (M) | amtierender aserbaidschanischer Meister     |
| (P) | amtierender aserbaidschanischer Pokalsieger |

#### Kreuztabelle
| 2009/10           | FK Baku | İnter Baku | FK Xəzər Lənkəran | Neftçi Baku PFK | FK Qarabağ Ağdam | FK Qäbälä |
| ----------------- | ------- | ---------- | ----------------- | --------------- | ---------------- | --------- |
| FK Baku           |         | 0:0        | 1:0               | 1:1             | 2:0              | 1:1       |
| İnter Baku        | 1:1     |            | 1:0               | 1:1             | 0:1              | 4:1       |
| FK Xəzər Lənkəran | 0:1     | 2:2        |                   | 0:0             | 2:1              | 4:1       |
| Neftçi Baku PFK   | 1:0     | 1:0        | 0:0               |                 | 0:0              | 1:2       |
| FK Qarabağ Ağdam  | 1:4     | 1:1        | 2:1               | 2:0             |                  | 1:1       |
| FK Qəbələ         | 1:0     | 1:1        | 1:2               | 0:0             | 3:1              |           |

### Abstiegsrunde
Die Mannschaften auf den Plätzen sieben bis zwölf aus der ersten Runde spielen in einer Doppelrunde gegen den Abstieg. Dabei wurden aus der ersten Runde die Ergebnisse der direkten Duelle der sechs Mannschaften übernommen.

#### Abschlusstabelle
| Pl. | Verein              | Sp. | S  | U | N  | Tore    | Diff. | Punkte |
| --- | ------------------- | --- | -- | - | -- | ------- | ----- | ------ |
| 7.  | FK Olimpik-Şuvəlan  | 20  | 10 | 6 | 4  | 027:150 | +12   | 36     |
| 8.  | PFK Simurq Zaqatala | 20  | 8  | 7 | 5  | 021:210 | ±0    | 31     |
| 9.  | PFK Turan Tovuz     | 20  | 7  | 8 | 5  | 027:220 | +5    | 29     |
| 10. | FK Muğan Salyan     | 20  | 7  | 6 | 7  | 017:160 | +1    | 27     |
| 11. | Standard Sumqayıt 1 | 20  | 7  | 4 | 9  | 026:230 | +3    | 25     |
| 12. | FK Karvan Yevlax    | 20  | 2  | 7 | 11 | 014:350 | −21   | 13     |

Platzierungskriterien: 1. Punkte – 2. Direkter Vergleich (Punkte, Tordifferenz, geschossene Tore) – 3. Tordifferenz – 4. geschossene Tore

#### Kreuztabelle
| 2009/10             | FK Karvan Yevlax | FK Muğan Salyan |     | PFK Simurq Zaqatala | Standard Sumqayıt | PFK Turan Tovuz |
| ------------------- | ---------------- | --------------- | --- | ------------------- | ----------------- | --------------- |
| FK Karvan Yevlax    |                  | 0:0             | 0:1 | 0:0                 | 1:2               | 1:4             |
| FK Muğan Salyan     | 2:3              |                 | 2:1 | 3:1                 | 1:0               | 0:0             |
| FK Olimpik-Şuvəlan  | 0:0              | 2:0             |     | 0:0                 | 1:2               | 4:1             |
| PFK Simurq Zaqatala | 0:0              | 1:0             | 0:3 |                     | 0:4               | 2:1             |
| Standard Sumqayıt   | 6:0              | 0:2             | 0:1 | 3:1                 |                   | 2:3             |
| PFK Turan Tovuz     | 2:0              | 1:2             | 0:0 | 0:0                 | 0:0               |                 |

## Torschützenliste
| Pl. | Spieler          | Mannschaft          | Tore |
| --- | ---------------- | ------------------- | ---- |
| 01. | Adrian Neaga     | Neftçi Baku PFK     | 09   |
| 02. | Ģirts Karlsons   | İnter Baku          | 08   |
| 03. | Jaba             | FK Baku             | 07   |
| 03. | Anatolie Doroș   | FK Olimpik-Şuvəlan  | 07   |
| 03. | Ruslan Gunchak   | PFK Simurq Zaqatala | 07   |
| 03. | Robertas Poškus  | İnter Baku          | 07   |
| 03. | Mario Sergio     | FK Xəzər Lənkəran   | 07   |
| 08. | Allan Lalín      | FK Xəzər Lənkəran   | 06   |
| 08. | Färid Quliyev    | Standard Sumqayıt   | 06   |
| 10. | Leo Rocha        | İnter Baku          | 05   |
| 10. | Rashid Hasanov   | PFK Turan Tovuz     | 05   |
| 10. | Khagani Mammadov | FK Karvan Yevlax    | 05   |
| 10. | Cristián Torres  | FK Qəbələ           | 05   |
| 10. | Ivan Tsvetkov    | FK Xəzər Lənkəran   | 05   |